# Witherslack, Meathop and Ulpha
Witherslack, Meathop and Ulpha är en civil parish i Cumbria i England. Parish hade 653 invånare år 2011. Den bildades den 1 april 2015.